# Episema scoriacea
Episema scoriacea är en fjärilsart som beskrevs av Eugen Johann Christoph Esper 1786. Episema scoriacea ingår i släktet Episema och familjen nattflyn. Inga underarter finns listade i Catalogue of Life.